# Trompetconcert
Een trompetconcert is een concerto geschreven voor de trompet begeleid door een orkest of ensemble.
Trompetconcerten dateren al vanaf de baroktijd. Georg Friedrich Händel schreef er bijvoorbeeld al een. Maar het trompetconcert werd vooral in de 20e eeuw op papier gezet, mede doordat de techniek en zuiverheid van het muziekinstrument toen verbeterd werden.
Voorbeelden:
- Concerto piccolo über B-A-C-H van Arvo Pärt
- Bridge van Rolf Martinsson
- Trompetconcert nr. 1 van Eino Tamberg
- Return and Rebuild the Desolate Places van Alan Hovhaness